# صبان فیلمز
صبان فیلمز (به انگلیسی: Saban Films) یک شرکت سرمایه‌گذاری و توزیع فیلم آمریکایی است. این شرکت که در ۶ مه ۲۰۱۴ توسط حییم صبان، (که بیل برومیلی، کهنه‌کار آر‌ال‌جی انترتینمنت را پیش از جشنواره فیلم کن آن سال، به عنوان رئیس این بخش منصوب کرد) تأسیس شد. این بخش به دنبال خرید ۸ تا ۱۰ فیلم بلند سالانه برای توزیع در آمریکای شمالی است.
از آثار این کمپانی می‌توان به فیلم‌های مرد خانه (۲۰۱۴)، واگذاری (۲۰۱۶)، دریای سیاه (۲۰۱۸)، تاریکی یک مرد (۲۰۲۴) و تثلیث نامقدس (۲۰۲۵) اشاره کرد.